# Брандл, Мартин
Ма́ртин Брандл (англ. Martin Brundle; род. 1 июня 1959, Кингс-Линн, графство Норфолк) — британский автогонщик, участник чемпионата мира по автогонкам в классе Формула-1. В 1988 году завоевал титул чемпиона Worlds Sportscar, а в 1990 году одержал победу в гонке «24 часа Ле-Мана» на машине Jaguar XJR-12. Офицер ордена Британской империи (2024).

## Карьера в Формуле-1
Выступления начал в команде Кена Тиррелла, которая шла к возрождению достижений Джеки Стюарта начала 70-х годов. Брандл и его партнёр Штефан Беллоф начали выступления для дебютантов. Но команду дисквалифицировали из-за нарушения технического регламента. Брандл лишился 2 заработанных очков и оказался на несколько лет в тени. Сезоны 1985 — 1986гг провёл в том же Tyrrell, заработав 8 очков лишь в 1986 г. и заняв 11-е место в чемпионате. В 1987 году провёл в Zakspeed, показав наилучший результат этой команды в гонках Формулы-1, заняв на Гран-при Сан-Марино в Имоле 5-е место. В 1988 году провёл одну гонку за Williams. Сезоны 1989, 1991 годов провёл за Brabham (4 очка и 16-е место в 1989 г., 2 очка и 15-е место 1991 г.). 1992 год провёл в Benetton, показав свой лучший результат в чемпионатах мира — 38 очков и 6-е место по итогам сезона. Но в команде закрепиться не смог, так как не хотел признавать первенства выступавшего вместе с ним Михаэля Шумахера, ведя с ним на трассе борьбу. После сезона 1993 г. (Ligier — 13 очков, 7-е место) был приглашён в McLaren, переживающий в тот момент не самые лучшие времена из-за постоянных возгораний двигателей Peugeot. Тем не менее, на Гран-при Монако Брандл финишировал вторым, повторив свой лучший результат 1992 г. и в карьере. В этом сезоне он занял 7-е место с 16 очками. Проведя ещё два сезона, Мартин закончил свои выступления в Формуле-1, но не покинул её полностью, став телекомментатором Формулы-1 на канале ITV.
У Брандла есть сын Алекс, ставший в 2013 году серебряным призёром чемпионата мира по автогонкам на выносливость в классе LMP2, и брат Робин.
Главные персонажи фильмов «Муха» Сет Брандл и «Муха 2» его сын Мартин названы в честь Мартина Брандла.

## Результаты выступлений в Формуле-1
| Легенда к таблице |                                                                    |
| --- | ------------------------------------------------------------------ |
| В таблице перечислены результаты всех Гран-при Формулы-1, в которых принимал участие гонщик. Строками таблицы являются сезоны, столбцами — этапы чемпионата мира. В каждой клетке указаны сокращённое название этапа и результат, дополнительно обозначенный цветом. Расшифровка обозначений и цветов представлена в нижеследующей таблице. |                                                                    |
| \| Пример \| Описание \| \| ------------ \| ------------------------------------------------------------------ \| \| 1 \| Победитель \| \| 2 \| Второе место \| \| 3 \| Третье место \| \| 5 \| Финишировал, заработав очки \| \| Сход \| Не финишировал, но при этом заработал очки \| \| 12 \| Финишировал, не получив очков \| \| НКЛ \| Финишировал, но не попал в финальную классификацию \| \| 15 \| Участвовал вне зачёта, либо по отдельной классификации \| \| 18 \| Не финишировал, но попал в финальную классификацию \| \| Сход \| Не финишировал \| \| НКВ \| Не прошёл квалификацию \| \| НПКВ \| Не прошёл предквалификацию \| \| ДСК \| Дисквалифицирован \| \| ИСК \| Исключён из протокола соревнований \| \| ТТ \| Заявлен для участия только в тренировках \| \| НС \| Участвовал в квалификации, но не стартовал в гонке \| \| Т \| Травмирован или болен \| \| ОТК \| Отказ от участия \| \| НТР \| Прибыл на соревнования, но на трассу не выезжал \| \| НПР \| Был заявлен в числе участников, но не прибыл к началу соревнований \| \| О \| Соревнования отменены \| \| \| Не участвовал \| \| Поул-позиция \| \| \| Быстрый круг \| \| |                                                                    |
| Пример | Описание                                                           |
| 1 | Победитель                                                         |
| 2 | Второе место                                                       |
| 3 | Третье место                                                       |
| 5 | Финишировал, заработав очки                                        |
| Сход | Не финишировал, но при этом заработал очки                         |
| 12 | Финишировал, не получив очков                                      |
| НКЛ | Финишировал, но не попал в финальную классификацию                 |
| 15 | Участвовал вне зачёта, либо по отдельной классификации             |
| 18 | Не финишировал, но попал в финальную классификацию                 |
| Сход | Не финишировал                                                     |
| НКВ | Не прошёл квалификацию                                             |
| НПКВ | Не прошёл предквалификацию                                         |
| ДСК | Дисквалифицирован                                                  |
| ИСК | Исключён из протокола соревнований                                 |
| ТТ | Заявлен для участия только в тренировках                           |
| НС | Участвовал в квалификации, но не стартовал в гонке                 |
| Т | Травмирован или болен                                              |
| ОТК | Отказ от участия                                                   |
| НТР | Прибыл на соревнования, но на трассу не выезжал                    |
| НПР | Был заявлен в числе участников, но не прибыл к началу соревнований |
| О | Соревнования отменены                                              |
| | Не участвовал                                                      |
| Поул-позиция |                                                                    |
| Быстрый круг |                                                                    |

| Сезон | Команда                       | Шасси          | Двигатель               | Ш | 1        | 2        | 3        | 4        | 5        | 6        | 7        | 8        | 9        | 10       | 11       | 12       | 13       | 14       | 15       | 16       | 17       | Место | Очки |
| ----- | ----------------------------- | -------------- | ----------------------- | - | -------- | -------- | -------- | -------- | -------- | -------- | -------- | -------- | -------- | -------- | -------- | -------- | -------- | -------- | -------- | -------- | -------- | ----- | ---- |
| 1984  | Tyrrell Racing Organisation*  | Tyrrell 012    | Cosworth V8             | G | БРА ДСК  | ЮАР ДСК  | БЕЛ ДСК  | САН ДСК  | ФРА ДСК  | МОН НКВ  | КАН ДСК  | ДЕТ ДСК  | ДАЛ НКВ  | ВЕЛ      | ГЕР      | АВТ      | НИД      | ИТА      | ЕВР      | ПОР      |          | НКЛ   | 0    |
| 1985  | Tyrrell Racing Organisation   | Tyrrell 012    | Cosworth V8             | G | БРА 8    | ПОР Сход | САН 9    | МОН 10   | КАН 12   | ДЕТ Сход |          |          | ГЕР 10   | АВТ НКВ  |          |          |          |          |          |          |          | НКЛ   | 0    |
| 1985  | Tyrrell Racing Organisation   | Tyrrell 014    | Renault V6 t/c          | G |          |          |          |          |          |          | ФРА Сход | ВЕЛ 7    |          |          | НИД 7    | ИТА 8    | БЕЛ 13   | ЕВР Сход | ЮАР 7    | АВС Сход |          | НКЛ   | 0    |
| 1986  | Data General Team Tyrrell     | Tyrrell 014    | Renault V6 t/c          | G | БРА 5    | ИСП Сход | САН 8    |          |          |          |          |          |          |          |          |          |          |          |          |          |          | 11    | 8    |
| 1986  | Data General Team Tyrrell     | Tyrrell 015    | Renault V6 t/c          | G |          |          |          | МОН Сход | БЕЛ Сход | КАН 9    | ДЕТ Сход | ФРА 10   | ВЕЛ 5    | ГЕР Сход | ВЕН 6    | АВТ Сход | ИТА 10   | ПОР Сход | МЕК 11   | АВС 4    |          | 11    | 8    |
| 1987  | West Zakspeed Racing          | Zakspeed 861   | Zakspeed Straight-4 t/c | G | БРА Сход |          |          |          |          |          |          |          |          |          |          |          |          |          |          |          |          | 18    | 2    |
| 1987  | West Zakspeed Racing          | Zakspeed 871   | Zakspeed Straight-4 t/c | G |          | САН 5    | БЕЛ Сход | МОН 7    | ДЕТ Сход | ФРА Сход | ВЕЛ НКЛ  | ГЕР НКЛ  | ВЕН Сход | АВТ ДСК  | ИТА Сход | ПОР Сход | ИСП 11   | МЕК Сход | ЯПО Сход | АВС Сход |          | 18    | 2    |
| 1988  | Canon Williams Team           | Williams FW12  | Judd V8                 | G | БРА      | САН      | МОН      | МЕК      | КАН      | ДЕТ      | ФРА      | ВЕЛ      | ГЕР      | ВЕН      | БЕЛ 7    | ИТА      | ПОР      | ИСП      | ЯПО      | АВС      |          | НКЛ   | 0    |
| 1989  | Motor Racing Developments     | Brabham BT58   | Judd V8                 | P | БРА Сход | САН Сход | МОН 6    | МЕК 9    | США Сход | КАН НПКВ | ФРА НПКВ | ВЕЛ Сход | ГЕР 8    | ВЕН 12   | БЕЛ Сход | ИТА 6    | ПОР 8    | ИСП Сход | ЯПО 5    | АВС Сход |          | 20    | 4    |
| 1991  | Motor Racing Developments Ltd | Brabham BT59Y  | Yamaha V12              | P | США 11   | БРА 12   |          |          |          |          |          |          |          |          |          |          |          |          |          |          |          | 15    | 2    |
| 1991  | Motor Racing Developments Ltd | Brabham BT60Y  | Yamaha V12              | P |          |          | САН 11   | МОН ИСК  | КАН Сход | МЕК Сход | ФРА Сход | ВЕЛ Сход | ГЕР 11   | ВЕН Сход | БЕЛ 9    | ИТА 13   | ПОР 12   | ИСП 10   | ЯПО 5    | АВС НКВ  |          | 15    | 2    |
| 1992  | Camel Benetton Ford           | Benetton B191B | Ford V8                 | G | ЮАР Сход | МЕК Сход | БРА Сход |          |          |          |          |          |          |          |          |          |          |          |          |          |          | 6     | 38   |
| 1992  | Camel Benetton Ford           | Benetton B192  | Ford V8                 | G |          |          |          | ИСП Сход | САН 4    | МОН 5    | КАН Сход | ФРА 3    | ВЕЛ 3    | ГЕР 4    | ВЕН 5    | БЕЛ 4    | ИТА 2    | ПОР 4    | ЯПО 3    | АВС 3    |          | 6     | 38   |
| 1993  | Ligier Gitanes Blondes        | Ligier JS39    | Renault V10             | G | ЮАР Сход | БРА Сход | ЕВР Сход | САН 3    | ИСП Сход | МОН 6    | КАН 5    | ФРА 5    | ВЕЛ 14   | ГЕР 8    | ВЕН 5    | БЕЛ 7    | ИТА Сход | ПОР 6    | ЯПО 9    | АВС 6    |          | 7     | 13   |
| 1994  | Marlboro McLaren Peugeot      | McLaren MP4/9  | Peugeot V10             | G | БРА Сход | ТИХ Сход | САН 8    | МОН 2    | ИСП 11   | КАН Сход | ФРА Сход | ВЕЛ Сход | ГЕР Сход | ВЕН 4    | БЕЛ Сход | ИТА 5    | ПОР 6    | ЕВР Сход | ЯПО Сход | АВС 3    |          | 7     | 16   |
| 1995  | Ligier Gitanes Blondes        | Ligier JS41    | Mugen Honda V10         | G | БРА      | АРГ      | САН      | ИСП 9    | МОН Сход | КАН Сход | ФРА 4    | ВЕЛ Сход | ГЕР      | ВЕН Сход | БЕЛ 3    | ИТА Сход | ПОР 8    | ЕВР 7    | ТИХ      | ЯПО      | АВС Сход | 13    | 7    |
| 1996  | B&H Total Jordan Peugeot      | Jordan 196     | Peugeot V10             | G | АВС Сход | БРА 12   |          |          |          |          |          |          |          |          |          |          |          |          |          |          |          | 11    | 8    |
| 1996  | Total Jordan Peugeot          | Jordan 196     | Peugeot V10             | G |          |          | АРГ Сход | ЕВР 6    | САН Сход | МОН Сход | ИСП Сход | КАН 6    | ФРА 8    | ВЕЛ 6    | ГЕР 10   | ВЕН Сход | БЕЛ Сход | ИТА 4    | ПОР 9    | ЯПО 5    |          | 11    | 8    |

- — Tyrrell были дисквалифицированы из чемпионата 1984 за нарушения технического регламента.